# 大黃蜂 (變形金剛)
大黃蜂是變形金剛中一個非常活躍的角色，其受歡迎程度不亞於柯博文（Optimus Prime）等一眾首領級人物。通常他會有以黃色和黑色為主的外型配色，個性熱切、多數情況下是博派（Autobot）中較年輕的成員，身高3公尺。

## 動畫

### G1動畫
在最早的G1動畫中，大黃蜂和輪傑（Wheeljack）是在1984年播映的第一集中的第一幕、最早出場的兩個變形金剛角色，劇情是兩人在偷取能量块。在G1版本中，大黃蜂是博派中體型較小的成員之一，其身體主要以黃色為主體，臉部為類似人臉的造型，頭上有兩根尖角，車身胸口和車頭雙腳。變形為一輛黃色的金龜車。由丹‧格列夫贊（Dan Glivezan）聲演，和博派同伴洛迪文（Hot Rod）等人共用同一名配音員。
大黃蜂在博派中擔任偵察兵，經常進行偵察任務，也常常陪伴在人類角色斯派克‧魏瓦奇（Spark Witwicky）左右，並成為其好友及拍檔，動畫中他們兩人總是一同行動，支援博派。

#### 變形金剛大電影（Transformer: The Movie）及電影後劇集
大黃蜂是在1986年上映的《變形金剛：大電影》裡極少數沒有戰死的角色，然而在後續的變形金剛第三季中甚少看見他的蹤影，亦很難見到他與斯派克一同出場，在第三季最後的一集中，因為被感染了病毒的狂派（Decepticon）攻撃受傷，後被昆塔莎人（Quintessons）改造成為金甲蟲。直至《變形金剛：再生篇》（英語：Transformers: The Rebirth）用新身分「金甲蟲」（Goldbug）再露面。

### 變形金剛進化版（Transformers: Animated）
在2007年播映到2009年的《變形金剛進化版》中，因為其在真人電影第一集的亮眼表現讓大黃蜂再次回到一線角色的行列。在本作中，大黃蜂的造型回歸G1動畫，身體以黃色為主色調，個性好動活潑而和巡弋者（Prwol）、飛輪（Ratchet）時有衝突，是柯博文小隊中年紀最小的成員，和鐵漢（Bulkhead）曾為精英部隊（Elite Guard）的同期訓練員，類似其在真人電影中的定位。變形成一輛黃色的警車，是掃描自當地警察范淞警官（Captain Fanzone）的巡邏車，車頂有一個紅色的警示燈。此版本中，大黃蜂有一項被稱為「螫針」的武裝，能夠麻痺對方，與飛輪的磁力一起攻擊能製造出一陣電磁脈衝暫時癱瘓金屬型敵人（如狂派金剛等等），並在第31集（日版第28集）中被強化成戰鬥型螫針，攻擊力大增。
由邦普‧羅賓森（Bumper Robinson）聲演，和狂派三變戰士（Triple Changer）閃電（Blitzwing）、黑魔（Blackout）共用同一名配音員，在台灣則由劉傑配音，日文版由岸尾大輔配音。

### 聯合宇宙世界觀（Aligned continuity）
聯合宇宙世界觀是孩之寶在2010年代推動的一個概念，目的是希望將變形金剛的相關作品整合在同一個世界觀中。此世界觀包含四部動畫作品、兩部電玩作品和一些小說、一部設定集，如下表所列。大黃蜂全部作品中均有登場。
| 年份      | 標題                                                                | 性質     |
| --------- | ------------------------------------------------------------------- | -------- |
| 2010      | 《變形金剛：賽博坦之戰》（Transformers: War For Cybertron）         | 電玩遊戲 |
| 2010      | 《變形金剛：征途》（Transformers: Exodus）                          | 小說     |
| 2010~2013 | 《變形金剛：領袖之證》（Transformers Prime）                        | 電視動畫 |
| 2011      | 《變形金剛：流亡》（Transformers: Exiles）                          | 小說     |
| 2011~2016 | 《變形金剛：救援機器人》（Transformers: Rescue Bots）               | 電視動畫 |
| 2012      | 《變形金剛：賽博坦的殞落》（Transformers: Fall Of Cybertron）       | 電玩遊戲 |
| 2013      | 《變形金剛：普萊瑪斯聖約》（Transformers: The Covenant of Primus）  | 設定集   |
| 2014      | 《變形金剛：懲罰》（Transformers: Retribution）                     | 小說     |
| 2014      | 《變形金剛：暗火崛起》(Transformers: Rise of the Dark Spark)        | 電玩遊戲 |
| 2014~2020 | 《變形金剛：領袖的挑戰》（Transformers: Robot In Disguise）         | 電視動畫 |
| 2019~2021 | 《變形金剛：救援機器人學院》（Transformers: Rescure Bots Accademy） | 電視動畫 |

#### 變形金剛：賽博坦之戰
在此電玩作品中出現了此版本的大黃蜂。其造型大致上介於G1版本和真人電影之間，並配合該作品的美術風格，依然以黃色和黑色為主，並有黑色條紋裝飾，頭盔造型類似G1動畫，為人臉加上帶有兩根小尖角的頭盔，四個輪胎分別在小腿內側和小臂外側，使小必看似較為粗壯，變形成一架賽博坦懸浮車，雙臂可以伸出能量刀。由強尼‧楊‧波什（Johnny Yong Bosch）聲演。

#### 變形金剛：領袖之證
在領袖之證中，大黃蜂作為主角群之一登場。雖然為同一個世界觀，不過此作中的大黃蜂和電玩系列中的造型和設定相差頗大。造型比較接近真人電影版，並且跟電影版相同，因發聲系統被威震天（Megatron）在逼供時破壞，所以只能通過電子音來「說話」，不過在第三季末時說出其原本的聲音。個性活潑、熱血，感情豐沛。雖然年輕，但已經是老練的戰士，武器除了近身格鬥之外，還有由雙拳伸出的雷射槍，並且是少數在啟用內建武器時、依然露出拳頭的成員，可能是因為其不像其他成員一樣另有內建的冷兵器。人類搭擋為拉菲，在英語版的鐵漢和拉菲對他的暱稱為「bee」，平時會載著他上學，關係非常好，有時也會載傑克。載具形態為配色跟電影版類似的肌肉車，大戰時期為賽博坦跑車。
曾經遭受M.E.C.H的攻擊，繼雅希（Arcee）之後成為第二位受到攻擊的博派成員，並被奪走其變形齒輪，直到該集後段才奪回。第三季時因在身上塗上黑色塗裝而成功躲過狂派追蹤。在最終戰時，為了把星辰劍（Star Saber）帶給柯博文而被密卡登的融合砲（Fusion Cannon）貫穿胸口而死亡，屍體連同星辰劍一同時掉入終極之鎖中並重新格式化，連同發聲系統一起被修復，並以星辰劍貫穿了密卡登的胸膛殺死對方。最後和拉菲道別後，跟博派回到賽博坦。在最後一集的台詞由威廉‧弗烈德（Will Friedle）聲演。

#### 變形金剛：救援機器人
在本作中，大黃蜂和柯博文一樣，曾經以客串形式登場過幾集，造型上為領袖之證外觀的卡通化。

#### 變形金剛：賽博坦的殞落
在2012年的電玩前傳續作《賽博坦的殞落》中，大黃蜂的外觀設定和前作電玩維持一致，不過沒有配音員。

#### 變形金剛：領袖的挑戰
在本作中，大黃蜂擔綱主角位置，儘管其造型跟前作領袖之證相差較大，不過同樣維持黃色的主色調外觀，並有紅色條紋點綴，但在第二季從柯博文那裡學到改變塗裝的能力。其臉部較接近人類，在戰鬥時會閣上戰鬥面罩。個性較為成熟穩重，不過偶爾會被側掃（Sidewipe）感染、做出一些不太成熟的行為。就像本作中文標題所言，本作的大黃蜂經常質疑自己是否有資格帶領致一支隊伍。不再配備前作的內建雷射砲，而使用一把短槍和「狂派抓捕器」作為武裝。變形為一輛具有未來風格的跑車。在第四季第二集開始可以和隊員合體成為合體金剛，在合體狀態下大黃蜂為主要軀幹部分，鋼鎖（Grimlock，和前作電玩中同名人物無關）成為腿部、鐵腕（Strongarm）成為右臂、側掃成為左臂，而飄移（Drift）則成為一支巨劍。由威廉‧弗烈德（Will Friedle）聲演。
在第一季第一集時揭露，接續領袖之證劇場版的劇情後，大黃蜂在賽博坦擔任警察，職階是中尉（在第四季後期接露是因為賽博坦統治階層被狂派餘黨秘密入侵的關係，大黃蜂作為戰爭英雄被刻意刁難），並且享有很高的聲望。某天大黃蜂和警察訓練生鐵腕在卡隆城（Koan）追捕飆車犯斯韋伯的過程中，意外通過太空橋（Space Bridge）而來到地球，並且因為地球上沒有太空橋的關係而受困於此。在遇到墜毀的運囚艦「煉金術士」（Alchemor）上的迷你金剛（Minicon）阿修（Fixit）、逮捕了第一個越獄犯鋼鎖後，加上人類盟友丹尼‧克雷（Danny Clay）和羅素‧克雷（Russel Clay）父子，在地球成立了大黃蜂小隊，原始目的是將逃脫的囚犯全數緝捕歸案，之後更加入了賞金獵人武士飄移（Drift）和他的兩個學徒，滑流（Slipstream）和天暴（Jetstorm）。
在第一季時不時會聽見或看見已經犧牲的柯博文的幻象，但在第一季最末和墮落金剛（Megatronus）的對戰中，柯博文回歸，並確認那些是柯博文本人的影像。在第三季和為了爭奪迷你金剛而回到地球的天王星（Starscream）交戰，其隊伍最後在迷你金剛們的協助下獲得勝利。在第四季對抗狂派合體金剛隊伍衝鋒派（Stunticon）、並獲得成為合體金剛的能力、與衝鋒派合體成的萬能喪士（Menasor）對峙。在第四季最後一集回到賽博坦、以合體金剛的姿態對戰、並擊敗了偽裝成最高議會的狂派成員，但是在之後，選擇和自己的小隊成員回到地球繼續行動。

### 變形金剛：Cyberverse（Transformers: Cyberverse）
在2018年的《變形金剛：Cyberverse》中，大黃蜂在此作依然擔綱重要角色，在本作第三、第四季甚至將副標題改為「大黃蜂賽博坦冒險（Transformers: Bumblebee Cyberverse Adventures）」。
他是本作第一集第一個有畫面的變形金剛。其造型和設定擷取自各種前作的部分，主色調一樣以黃色為主、頭上有兩根尖角，背後有車門構成的翅膀構造、手臂內建可以使接觸到的敵人麻痺的螫針，其發聲系統在第一季時是損壞的，是在被密卡登逼供時拆毀，只能透過廣播說話，同時也因為其休眠艙從方舟號（Ark）上以軌道高度墜落至地球而失去大部分的記憶，本作第一季的主軸就是由博派同伴風刃（Windblade）帶領他慢慢回復記憶、並找到同伴，在第二季之後他的記憶和發聲系統就恢復正常了。變形成一輛跑車。個性上，呼應其年輕的年紀，較為衝動、不顧後果、享受刺激快感，因此和同樣較年輕熱血的洛迪文、以及後來加入的黃豹（Cheator）是好友，但和風刃跟柯博文的關係也非常好。由傑瑞米‧李維（Jeremy Levy）聲演，和博派同伴天火（Jetfire）、天殘地缺（Rack'n'Ruin）、旋刃（Whirl）、感應者（Perceptor）等人共用同一名配音員。
在第一季顯示其在從方舟號（Ark）墜落到地球上之後失去了大部分的記憶，直到被風刃找到後，才利用心靈連結管和搶來的狂派船艦、一點一點恢復記憶，包含對博派狂派大戰的印象、和風刃的友誼、戰鬥技巧、對魔方運動的喜好等等，並在第一季最後一集和風刃、鋼鎖一起找到墜毀在火山裡的方舟號的船體（如同G1動畫一樣）並喚醒其他船員。第二季時，也是大黃蜂最早在月球大戰時看到黃豹才開始後續爭奪火種源（Allspark）的劇情，並且在後段跟隨其他博派一起搭乘方舟，在經歷宇宙中的冒險、見到平行宇宙的船員、面對鯊魚精（Sharkticon）的襲擊後、最後終於成功回到賽博坦。在第三季一開始的火種源奪還戰時，雖然羅德（事後證明其並未真的死亡）和黃豹犧牲了，但還是成功將火種源放回賽博坦的核心。在第三季中段對抗昆塔莎人的劇情中戲分較少，大部分時間是和一起其他博派一起被困在遊行的循環幻想中，直到被羅德、音波（Soundwave）等倖存者救出。在之後博派和狂派的停戰期間，為了找回因為強行喚醒泰坦（Titan）鐵堡王（Iaconus）而四散各地的風刃的靈魂碎片而在賽博坦四處奔走，最後成功湊回風刃的靈魂。在第四季的表現較不出眾，不過在第四季第一集的劇情中，出現了大黃蜂的同模灰色變體─殺人蜂（Bugbite），他是沙盤（Soundblast，音波的複製體）手下的其中一個傭兵。最後在大結局時，和羅德、風刃、影襲者（Shadow Striker）等人一起向準備離開的柯博文道別。

### 變形金剛：賽博坦大戰三部曲（Transformers: War For Cybertron Trilogy）
在由NETFLIX製作的賽博坦大戰三部曲中，大黃蜂的外觀完全還原其G1造型，並且在第一集重現了G1動畫中其和輪傑一起找尋能量的劇情。不過不同之處在於，本作中的大黃蜂一開始不是博派，而是受博派雇用的能量搜索員，個性冷靜而擅長計算，生存主義者。在被狂派抓獲後，和輪傑一起被博派救出，之後加入博派，跟隨柯博文等人一起搭乘方舟前往地球、途中也被雇傭兵抓捕、在過程中遭遇狂派金剛等等事件。在第三部曲《王國》中，當柯博文、雅希、探長（Hound）、幻影（Mirage）、斯韋伯等人和強大獸（Maximal）在外執行任務時，大黃蜂坐鎮在墜毀的方舟上，指揮輪傑、飛輪和犀牛的修復工作。
在尋找火種源的期間一度被雇傭兵抓獲，並被上繳給昆塔紗星人換取賞金，之後隨著雇傭兵的背叛而成功逃跑。在抓獲方舟的雇傭兵裡包含有大黃蜂的灰色變體殺人蜂，並且稱呼長相和其一模一樣的大黃蜂為「被抓到的人裡長得最醜的那個」（the ugly one）。
由佐伊‧齊查（Zoe Zieja）聲演。

### 變形金剛：地球火種（Transformers: Earthspark）
2022年播映的新作中，博派和狂派之間的戰爭因為密卡登的決定而結束。在本作中，大黃蜂因為對博派的合作對象G.H.O.S.T詐死而長期躲藏於主角馬爾托一家（Malto）的倉庫裡，造型接近Cyberverse的外觀，說話能力完好，並且在地球原生體（Terron，誕生於地球的原生變形金剛）出現後，擔任他們的導師，教導他們有關變形、戰鬥等等有關知識。其個性已經相對成熟，已經是一個博派老將了。變形形態為重型肌肉跑車，符合他對速度的追求，不過在第16集〈戰區〉顯示其以前的變形形態是類似G1動畫的黃色金龜車，之後為了躲避G.H.O.S.T的發現而重新掃描形態。由丹尼‧普迪（Danny Pudi）配音。
在第14集，為了幫助其在賽博坦時期的賽車好友、狂派成員打擊（Breakdown）逃脫G.H.O.S.T的追捕，最後卻導致打擊被抓獲、大黃蜂的詐死也被G.H.O.S.T識破，因此開始逃亡。在第17集顯示其在疾瘋（Freazy）和雷射鳥（Lasetbeak）主持的變形金剛地下拳擊場打架，並和狂派金剛轟天雷（Brawl）交手並取勝，之後和本作的主要反派再造人（Mandroid）再戰一次後，最後在其他同伴的陪伴下離開現場，並回到馬爾托家的倉庫躲藏。在之後接受柯博文的指派到G.H.O.S.T試圖取得重要資訊，但被捕獲後關押。在之後對抗再造人和G.H.O.S.T的大決戰中因為是少數沒有佩戴上G.H.O.S.T局徽章的變形金剛而成為重要戰力，先後和被心靈控制的柯博文、艾莉塔、輪傑、雅希、鋼鎖交戰，並在快支撐不住時獲得打擊的支援。在在造人釋放出能量脈衝時一度死亡，但之後因為羅比和茉釋放出五行至尊的力量而復活。
之後在第二季、第三季不再需要隱蔽後、恢復正常和博派行動。

#### 變形金剛：地球火種─征戰（Transformers: Earthspark - Expedition）
在2023年推出的電玩遊戲中作為主角，造型和電視動畫中類似，繼賽博坦大戰三部曲後再次由喬‧齊哈配音。在本作中可以透過遊戲內的機制獲得不同的道具和能力。

### 變形金剛：源起（Transformers One）
在2024年預定上映的變形金剛前傳動畫電影中，大黃蜂由知名喜劇藝人基根-麥可‧奇（Keegan-Michael Key）聲演。此版本的大黃蜂沿用部分2018年電影設定，原名為B-127，自己想了一個綽號是「狠角色金剛（Badasstron）」。身體以黃色的塗裝為主，是在賽博坦地底、廢棄物處理部工作的低階勞工機器人，沒有裝設變形齒輪而無法變形，在電影中段被鈦師傅授予變形齒輪後身體外型有所變化、並可以變形成類似電玩遊戲《變形金剛：賽博坦的殞落》中的賽博坦四輪車輛，並且可以戴上藍色目鏡的戰鬥頭盔，其形態相似於G1動畫後期的金甲蟲（Gold Bug）型態，雙手可以伸出手刀。

## 真人電影系列
在真人電影系列裡，大黃蜂擔任極為活躍的重要角色，在目前每一部作品中均有出場，甚至可說是變形金剛系列的男主角，並且奠基了其在本時代的新特徵，包括胸口的車頭、背後的翅膀、損壞的發聲器等等。

### 變形金剛（Transformers）
2007年在真人版電影中，大黃蜂擔任極為重要的角色，也是他在1990年代到2000年代初期、將近20年未在任何動畫中出場後第一次再次回歸。其造型和先前的任何作品中都相差頗大，雖然一樣以黃色為主色調，但是臉部構造和人類不太一樣，而是類似骷髏的形狀，嘴部是一個圓型構造，並有可以蓋下的戰鬥面罩，車門在機器人型態以類似翅膀的方式收納在背後。一開始發聲器是損毀狀態，但是在第一集最後顯示已經恢復正常。武器為在右手的火砲，並且可以從肩膀上伸出飛彈艙。
在電影前段，大黃蜂偽裝成二手車拍賣場中的車輛，在用盡一切手段強迫男主角山姆買下他變形後的雪佛蘭，便在當晚通知博派變形金剛前來地球。在中斷一度為了救山姆而被第七區抓獲，在最後的大戰時因為天王星的轟炸而被炸斷雙腿，但在密琪的協助下已火炮支援擊殺狂派金剛蹂躪者（Devastator，變形成坦克，和同名合體金剛無關）。在本片的經歷結束後成為山姆的好友，同時也是他的車輛。

### 變形金剛：復仇之戰（Transformers: Revenge of the Fallen）
在2009年的真人電影第二部中，大黃蜂的造型和設定維持和前作一致，不過其發聲器卻再度損毀，在漫畫「Movie Prequel Alliance（共4冊）」中揭露這次是被天王星（Starscream）破壞。變形為黃色2010年雪佛蘭Camaro Z/26跑車
雖然是博派和人類軍方合作組織N.E.S.T的成員，但因為N.E.S.T成立初期被指派保護山姆，所以在上海之戰以及其他後期任務並無出現。在柯博文死後，和雙胞胎煞車（Skids）和泥檔（Mudflap）一起護送山姆、密琪和李奧行動，在和西蒙斯到博物館找到天火之後，也一起來到埃及，並在遺跡中因為受不了剎車與泥擋兩兄弟在一旁吵架而把他們丟出遺跡。參與最後的埃及大戰，在保護山姆的同時擊殺狂派成員狂虎（Rampage）和磁帶金剛戰犬（Ravage）。

### 變形金剛3（Transformers: Dark of the Moon）
2011的第三作中，大黃蜂的外觀設定和機能都與前作大致維持不變，發聲器依然不能順利運作。在山姆大學畢業後幾乎都在N.E.S.T部隊出任務，變成汽車需要戰鬥時能部分變換型態，讓車子能在行進間也能進行武器攻擊。於本集表現傑出，除掉多名狂派之餘，更殺害狂派核心人物音波。

### 變形金剛4：絕跡重生（Transfomrers: Age of Extinction）
在2014年，變形金剛系列睽違三年繼續拍攝。其剛出場時的機器人型態時的外觀和前作沒變化僅有塗裝因為車輛型態改變而造型變動，但因為在4年前的芝加哥大戰後被墓風部隊追殺、因此不得不離開山姆身邊，並掃描黃黑相間的1967年雪佛蘭跑車以隱人耳目，之後為了混進KSI的工廠而造此改變變形型態，改為2014年款雪佛蘭科邁羅概念跑車，並連帶改變其機器人結構、變成後KSI的人造金剛（Vehicon）毒刺類似的構造，武器由原本的手砲改為兩把鉗形雷射砲。
自4年前芝加哥一役後離開了山姆，並隨其他博派執行任務。由於被墓風部隊追殺而不得不離開此同伴山姆身邊，避免山姆被捕。與其他博派一起隱藏在德克薩斯州的深山中，並在柯博文離開期間帶領隊伍，儘管柯博文認為他有些孩子氣，而事實也是如此，在飄移質疑其領導能力時，大黃蜂氣得與他打了一場。當聽到KSI公司「宣稱」毒刺在各方面都優越於大黃蜂，也氣得大黃蜂對著停機狀態的毒刺發動攻擊、始其癱倒在地。但無可否認的是，大黃蜂是一個驍勇的戰士。

### 變形金剛5：最終騎士（Transformers: the Last Knight）
在2017年的重啟最後一部作品中，大黃蜂的外觀接續其在第四集的狀態，不過造型從毒刺的外觀改共接近前三部電影的版本，並且新增了被打散後自我修復的功能，在武裝方面新增了一隻戰錘。載具型態和戰鬥面罩維持和前作不變、為2016年款雪佛蘭概念跑車。在本集接露其在二戰期間就已經來到地球，並和同伴羅德一起潛入敵營、並和盟軍一起對抗納粹，當時變形成賓士770人員車。

### 大黃蜂（Bumblebee）
2018年，隨着第五集的評價慘淡、票房下滑，變形金剛系列迎來重啟，由《大黃蜂》作為前傳電影打頭陣。在本片中大黃蜂的造型類似其在前五部電影的造型和G1的結合，維持黃色的主色調。保留了一些前作的設定，包括翅膀狀的構造和手部內建的手砲跟戰鬥面罩的造型，必且在電影初期就讓狂派成員閃電在逼供他時拆下他的發聲器，隨後因為嚴重損毀而進而造成記憶喪失。在本片中多次改變外觀，一開始在賽博坦的戰鬥中，變形賽博坦車輛，之後到地球一度掃描為軍用吉普車，在失去記憶前有改變型態掃描為金龜車，在不同載具型態時其機器人型態也跟著變動。
一開始被柯博文派來地球建立其他同伴的預定降落地點，但是因為被閃電追殺而失去記憶，之後又接連被狂派三變金剛搭檔殺無赦（Shatter）和飛天腿（Dropkick）追殺，之後在人類同伴查麗和軍人傑克的協助下，恢復記憶，並在擊殺殺無赦和飛天腿之後和查麗道別，前往後其他博派同伴會合。

### 變形金剛：萬獸崛起（Transformers: Rise of the Beasts）
在2023年的續作中，大黃蜂是柯博文在地球的其中一名博派成員。在外觀上，重新掃描了類似電影第一集時的舊型卡梅羅跑車，造型則介於前作和第一集之間。個性較為成熟，雖然還是博派中較年輕的成員，但是不會向同伴幻影（Mirage）一樣作出一些不成熟的舉動。在電影中在博物館戰鬥時一度被天災（Scourge）殺死、並被奪走博派標誌，其屍體在超獸（Maximal）神鷹（Airazor）的指示下，和其他博派同伴一起被運送到南美洲，但在之後因為地球的超能量體啟動時其屍體剛好金剛王（Optimus Primal）被放在一處超能量體礦床構成的祭壇上而復活，並搭乘同伴同溫層（Stratosphere）參與最後大戰，並擊殺恐懼金剛夜鶯（Nightbird）。最後和其他博派成員一起從南美洲一起回到北美。

## 漫畫

### IDW（2005~2019）
在2005年到2019連載系列中，大黃蜂的經歷可說是多災多難。其造型非常貼近G1動畫，不過個性上有些差異，雖然同樣善良，但變得較老成、需要計算，而在成為領袖之後更需要因為做出許多艱難的決定而變得暴躁。在變形金剛與人類交惡之後，隨著柯博文自願向人類投降，留在地球上的博派殘黨投票選擇新的首領，由大黃蜂當選，但另有一派成員卻決定跟隨羅德離開地球。在搭乘奧米茄便形成的火箭回到賽博坦、並解決了虛空之主的事件後，博派和狂派的戰爭結束了，大量在戰爭期間逃跑的中立派人士回到母星，在此情況下、柯博文自認不再適合在博派和狂派大戰結束後的承平時期擔任領袖，因此大黃蜂成為戰後政府中的博派代表，和天王星、風刃、鐵鷹（Metalhawk）等人共同治理戰後的賽博坦。在後來的聯刊事件《暗流湧動》中，大黃蜂為了拯救密卡登而死，讓導致這名狂派領袖決定改過向善、開啟了「博派密卡登」的篇章。然而，在大黃蜂死後，他並沒有回歸火種，而是成為鬼魅糾纏著透過操作手段統治賽博坦的天王星、給予其各種建議、甚至成為他的談心對象。大黃蜂在最後連載結束的大事件《宇宙大帝》（Unicron）後復活，並立場相反的、換成在擊殺宇宙大帝的過程中犧牲的天王星的鬼魂陪伴在他身旁。

### IDW（2019~2022）
在2019年的新聯載中，大黃蜂成為其中一個最新誕生的賽博坦人（Cybertronian）的導師，但卻也在這段時間、賽博坦的局勢開始劇烈變動。本篇故事隨著IDW出版社在2022年末和孩之寶（Hasbro）合約到期、失去《變形金剛》系列的漫畫版權而宣告結束。

### Skybound（2023~）
在20230年開始的作品中，大黃蜂首次登場於《變形金剛 #1》（Transformers #1），並在故事初始狀態中和其他博派成員一樣、在方舟中重傷、停機。在天王星率先被天火修復後，大黃蜂被其直接爆頭擊殺。